# Rosalie du Verdier de La Sorinière
Rosalie du Verdier de La Sorinière (en religion sœur Rosalie-Céleste), née le 12 août 1745 au château de la Sorinière près de Chemillé, en province d'Anjou et morte guillotinée à Angers le 27 janvier 1794, est une religieuse bénédictine de Notre-Dame du Calvaire, martyre en haine de la foi et une bienheureuse. Elle fait partie du groupe des martyrs d'Angers : quatre-vingt dix-neuf victimes, parmi plus de deux mille fusillées à Avrillé ou guillotinées à Angers.

## Contexte historique
Avec la mise en place de la Terreur, effective depuis le 5 septembre 1793 et en tenant compte du fait que depuis le 27 mars 1793 « la Convention charge les tribunaux ordinaires de juger  révolutionnairement », « la commission militaire d'Angers sera responsable de l'emprisonnement, de la mise à mort et de la déportation de plus d'une centaine de religieuses ».
Le 17 octobre 1793, l'armée vendéenne vaincue à la bataille de Cholet est acculée à Cholet ; elle reflue vers la Loire et s'empresse de la traverser à Saint-Florent-le-Vieil pour rejoindre les autres troupes royalistes au nord du fleuve, entamant la Virée de Galerne. Le 3 décembre, l'armée catholique et royale se présente devant les murs d'Angers, elle se retire le 6 décembre. La République de l'An I continue son entreprise d'asservissement de la Vendée. Les colonnes infernales du général Turreau font des ravages, elles massacrent de janvier 1794 à mai 1794.
À Angers, dirigés par les représentants en mission Nicolas Hentz et Adrien Francastel, les prisonniers, hommes et femmes, passent en jugement sommaire devant les commissions militaires. Ils sont guillotinés sur la place du Ralliement (place Saint-Maurille avant le 23 avril 1793) ou fusillés dans un champ désert de la ferme Desvallois (du nom du propriétaire « patriote » de la Société de l'Ouest)

## Biographie
Rosalie Marie Catherine du Verdier de La Sorinière est née dans le château de son père Claude François du Verdier de La Sorinière et de sa mère Aimée de Terves. Elle entre en 1763 au monastère Notre-Dame du Calvaire d'Angers et prend pour nom Rosalie-Céleste,. De 1780 à 1790, elle est envoyée à Orléans où il reste seulement deux sœurs jansénistes très âgées.
Le 28 septembre 1792 les bénédictines du Calvaire d'Angers quittent leur couvent à cause de la loi du 17 août 1792 ; elles le font exceptionnellement en tenue séculière afin d'éviter les injures des patriotes.
En novembre 1792 sœur Rosalie-Céleste trouve refuge chez Mme de La Sorinière sa belle-sœur (de son nom de jeune fille : Marie de La Dive, veuve de François du Verdier de La Sorinière depuis le 4 avril 1790) qui a décidé de ne pas émigrer avec ses deux filles Catherine et Marie-Louise : elle vit alors dans sa propriété du Champ-Blanc,, au Longeron, avec ses deux filles.
Les dames de la Sorinière ne sont pas inquiétées, tant que l'armée vendéenne est dans la région (de mars à octobre 1793). Elles exercent la charité et l'hospitalité envers les insurgés ; M. Grolleau curé du Longeron et son vicaire M. Leroy résident alors avec elles. Tout change après l'échec des Vendéens à Cholet le 17 octobre 1793 et le passage de la Loire. Désemparées, les dames de La Sorinière suivent l'armée vendéenne après son échec jusqu'à Saint-Florent-le-Vieil ; après cet épisode elles rentrent dans leur propriété du Champ-Blanc. Elles y étaient encore quand le citoyen Lefort, membre du Comité révolutionnaire de Cholet décide de les arrêter (sur dénonciation d'un traitre que les insurgés avaient nommé « Grand Loup » et que Marie de La Dive avait secouru). Les 8 et 12 janvier 1794, un mandat d'arrêt est lancé contre les « Du Verdier de La Sorinière, mères et filles, au Longeron ». Les quatre membres de la famille de la Sorinière sont arrêtés ainsi que Françoise Fonteneau, leur domestique ; onze autres habitants de la même paroisse sont arrêtés également. 

Elles comparaissent le 20 janvier à Cholet devant le Comité révolutionnaire. Il est procédé à leurs interrogatoires, d'où il ressort pour sœur Rosalie-Céleste les principaux faits reprochés : être allée à la messe des prêtres réfractaires et avoir reçu des nobles et des prêtres. À la question de ses accusateurs : « De quel œil voyez-vous la Révolution ? » la religieuse affirme : 

« Je la vois avec peine et je voudrais que la paix régnât dans le royaume. Comment regardez-vous l'extinction totale des prêtres et surtout des réfractaires qui ont causé tant de malheurs depuis 1700 ans ? Je regarde cela comme l'effet d'une Révolution. Avez-vous assisté à tous les offices des prêtres contre-révolutionnaires au Longeron ? Oui.. »

Les dames de La Sorinière et leur domestique sont détenues dans un premier temps à la prison de Cholet puis elles sont transférées à Angers le 23 janvier à la prison nationale, place des Halles. Elles en sont extraites pour comparaître à l'ancien couvent des Jacobins où elles sont condamnées à mort (les accusateurs demandent à sœur Rosalie-Céleste de quitter l'habit et d'abjurer, elle refuse pour la dernière fois).
Marie de la Dive est guillotinée le 26 janvier 1794 place du Ralliement à quatre heures de l'après-midi ; sœur Rosalie-Céleste le lendemain, même lieu à la même heure le 27 janvier,.

## Le petit peuple
Les nobles n'eurent pas le monopole de ce déchaînement des hommes : Françoise Fontaneau, 24 ans, domestique des dames de la Sorinière, reconnaît lors de son interrogatoire « être allé au Longeron, à la messe de M. Grolleau  prêtre réfractaire » et pour  la suite, les propos suivants nous parvenus : « déclare avoir vu chez les dites Du Verdier, de petits commandants de l'armée des brigands. Que le prêtre Grolleau et Leroy, son vicaire avaient été plusieurs fois chez les dites Duverdier, qu'ils y étaient bien reçu et qu'on les voyait avec plaisir ». Dans la marge du compte-rendu d'interrogatoire figure la lettre redoutable F (pour Fusillée) inscrite par les commissaires recenseurs . Elle est fusillée à Avrillé le 10 février 1794.
Auparavant un drame a eu lieu à 40 kilomètres de là, au château de la Sorinière : Les Rochard, métayers des Du Verdier, sont exterminés par la soldatesque républicaine : tant d'hommes, de femmes et d'enfants ont rencontré pour leur malheur, en Anjou comme en Vendée, les colonnes infernales commandées par le général Turreau. 
Le registre d'état-civil de Chemillé en date du 24 janvier 1794 a gardé la mémoire de quelques-uns de ces martyrs, : François Rochard (âgé de 75 ans) métayer, Jeanne Dailleux (âgée de 34 ans) épouse de Jean Rochard, Marie Dailleux (âgée de 32 ans) épouse de René Rochard, Henriette Rochard (âgée de 5 ans) fille de René Rochard et de Marie Dailleux, René Rochard (âgé de 4 ans) fils de René Rochard et de Marie Dailleux, Joseph Rochard (âgé de 8 mois) fils de René Rochard et de Marie Dailleux, Jeanne Rochard (âgée de 4 ans) fille de Jean Rochard et de Jeanne Dailleux ; Pierre Rochard,  (âgé de 2 ans) fils de Jean Rochard et de Jeanne Dailleux.

## Mémoire et béatification
L’église Saint-Pierre de Chemillé, dans la partie haute de sa nef à gauche, mémorise le souvenir des dames de la Sorinière : un vitrail représente l'arrestation au Longeron, de Marie de la Dive de la Davière, ses deux filles, sa belle-sœur et sa domestique Françoise Fonteneau ; ensuite Mme du Verdier sur l’échafaud, le 26 janvier 1794, en présence de Rosalie (qui est guillotinée en fait, le lendemain).
Le 24 février 1905 Joseph Rumeau, évêque d’Angers, introduit la cause d’un certain nombre de victimes mises à mort en haine de la foi et de l’Église catholique, Noël Pinot est alors béatifié. Plus de 40 ans après, en 1949, le journal La Croix publie les noms proposés pour la béatification. En 1951 le procès est ouvert et le chanoine Tricoire, archiviste diocésain est chargé du procès de béatification qui aboutit le 9 juin 1983 à un décret. La béatification est célébrée le 19 février 1984 au Vatican devant des milliers de fidèles venus de l'Ouest,.

## Fête et mémoire liturgique
On fait mémoire (fête locale) de Rosalie du Verdier de La Sorinière le 27 janvier  et le 1er février.

## Prénom
- Rosalie